# Reitoca
Ubicación
Reitoca es un municipio del departamento de Francisco Morazán en la República de Honduras,se encuentra en la región central de Honduras, en el Departamento de Francisco Morazán. Está situado a una distancia de aproximadamente 37 kilómetros al suroeste de la capital del país, Tegucigalpa.
Economía
La economía de Reitoca se basa en la agricultura, con la producción de granos básicos como maíz y frijoles, así como la cría de ganado. La población local también se dedica a la artesanía y la producción de textiles.
Cultura y Tradiciones
Reitoca, como muchos otros lugares en Honduras, celebra diversas festividades religiosas y culturales a lo largo del año. Entre las festividades más destacadas se encuentra la celebración de la Semana Santa, que a menudo incluye procesiones y eventos religiosos.
Recursos Naturales
La región que rodea Reitoca es conocida por su belleza natural, con colinas, montañas y paisajes rurales. Estos entornos naturales ofrecen oportunidades para el ecoturismo y actividades al aire libre como el senderismo.

## Toponimia
En La Geografía de Velasco está escrito Rerituca que significa "Lugar de Juncos, blandos o tiernos" y de allí proviene su nombre.

## Límites
| Orientación | Límite                                       |
| ----------- | -------------------------------------------- |
| Norte       | Municipio de Lepaterique, Francisco Morazán  |
| Norte       | Municipio de Ojojona, Francisco Morazán      |
| Sur         | Municipio de Alubarén, Francisco Morazán     |
| Sur         | Municipio de San José, Choluteca             |
| Este        | Municipio de Ojojona, Francisco Morazán      |
| Este        | Municipio de La Venta, Francisco Morazán     |
| Este        | Municipio de Sabanagrande, Francisco Morazán |
| Oeste       | Municipio de Alubarén, Francisco Morazán     |
| Oeste       | Municipio de Curarén, Francisco Morazán      |

La cabecera municipal está situada en una pequeña llanura a la margen derecha del Río Grande de Reitoca.

## Historia
La historia de Reitoca se remonta a la época colonial, cuando los españoles colonizaron la región. Durante mucho tiempo, Reitoca fue parte del municipio de San Juan de Flores y más tarde se convirtió en un municipio independiente.
Los primeros habitantes de este municipio vinieron de Chaparrastique, hoy San Miguel (El Salvador) y lo fundaron en "Pueblo Viejo" en 1600, lugar situado al sureste del que hoy se encuentra.
En la primera División Política Territorial, Reitoca perteneció a Comayagua.
En 1843, quedó agregado al Departamento de Choluteca.
En 1869, se formó parte del Departamento de La Paz.
En 1878, que se agregó al Departamento de Tegucigalpa (hoy Departamento de Francisco Morazán).

## Turismo

### Fiesta Patronal
Las ferias, se celebran para el día 4 de octubre, Día de San Francisco y 20 de enero, Día de San Sebastián.

## División Política
Aldeas: 10 (2013)
Caseríos: 115 (2013)
| Código | Aldea                            |
| ------ | -------------------------------- |
| 081501 | Reitoca (cabecera del municipio) |
| 081502 | Azacualpa                        |
| 081503 | Cerro del Señor                  |
| 081504 | El Rodeo                         |
| 081505 | La Guadalupe                     |
| 081506 | Sabanetas                        |
| 081507 | San Carlos                       |
| 081508 | San José del Naranjo             |
| 081509 | Santa Cruz                       |
| 081510 | Saracarán                        |